# Gannutz Glacier
Gannutz Glacier är en glaciär i Antarktis. Den ligger i Östantarktis. Nya Zeeland gör anspråk på området. Gannutz Glacier ligger 192 meter över havet.
Terrängen runt Gannutz Glacier är kuperad åt sydväst, men åt nordost är den platt.  Trakten är obefolkad. Det finns inga samhällen i närheten.